# Goldenes Frauenhaarmoos
Das Goldene Frauenhaarmoos (Polytrichum commune), auch Gemeines bzw. Gewöhnliches Widertonmoos oder Großes Haarmützenmoos genannt, ist ein Moos aus der Gattung der Widertonmoose  (Polytrichum). Es wurde von der Bryologisch-lichenologischen Arbeitsgemeinschaft für Mitteleuropa zum Moos des Jahres 2010 gewählt.

## Merkmale

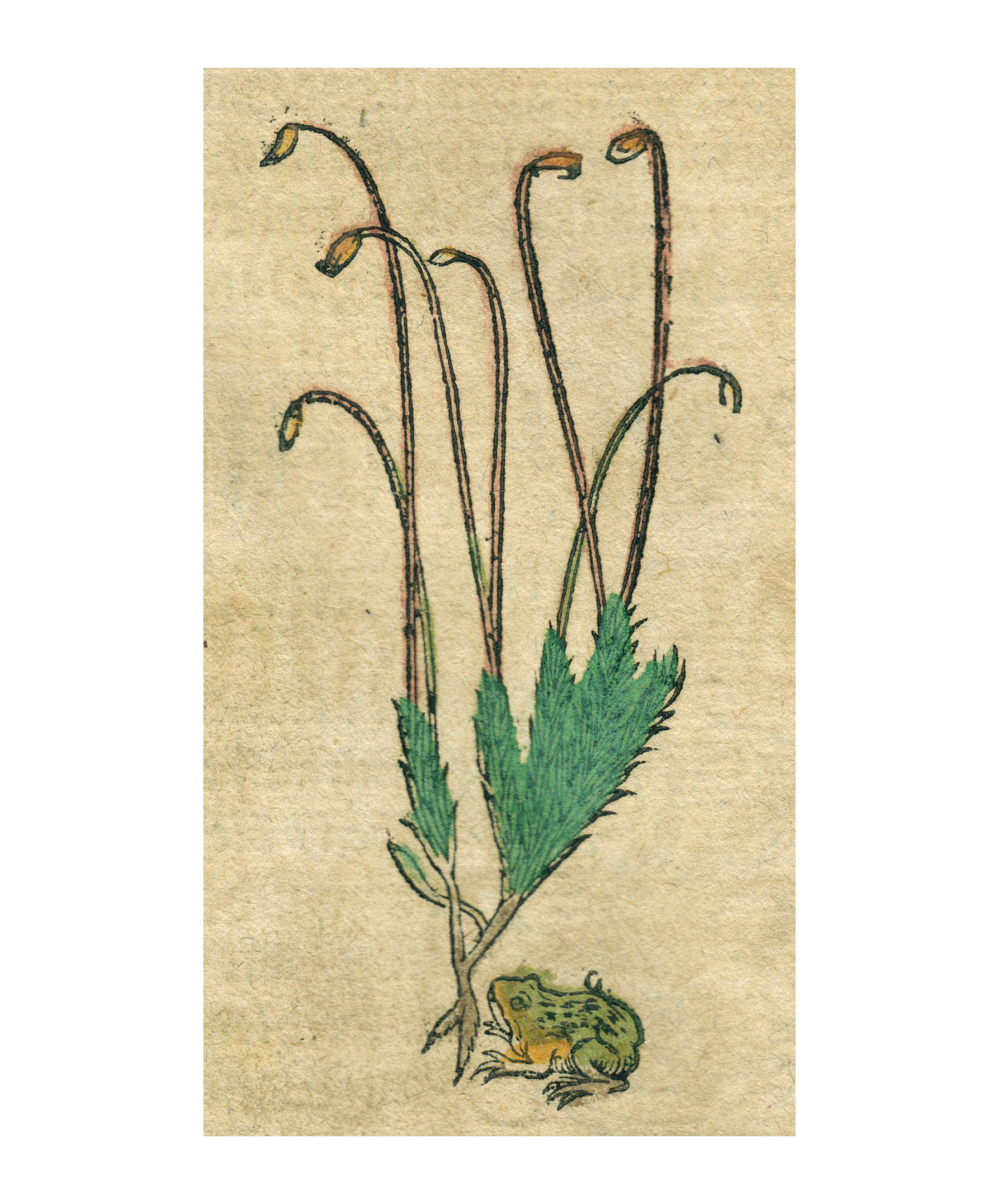
Das Goldene Frauenhaarmoos (Zeichnung von Hieronymus Bock, 1546)

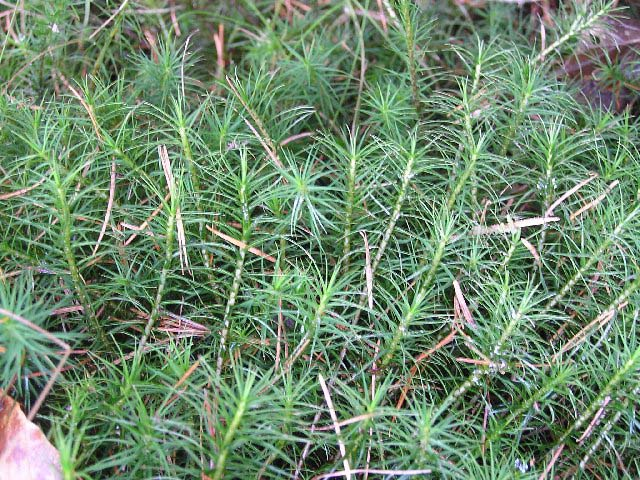
Goldenes Frauenhaarmoos

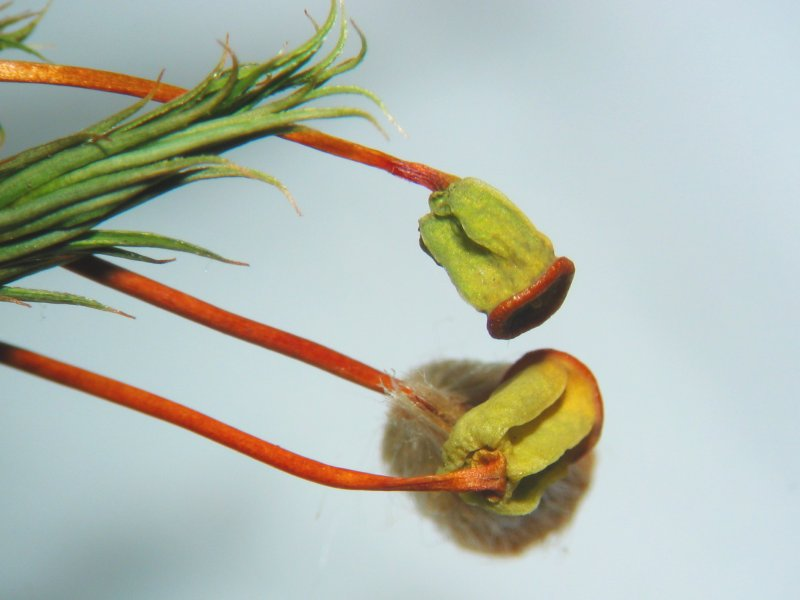
Detailaufnahme der Sporenkapseln

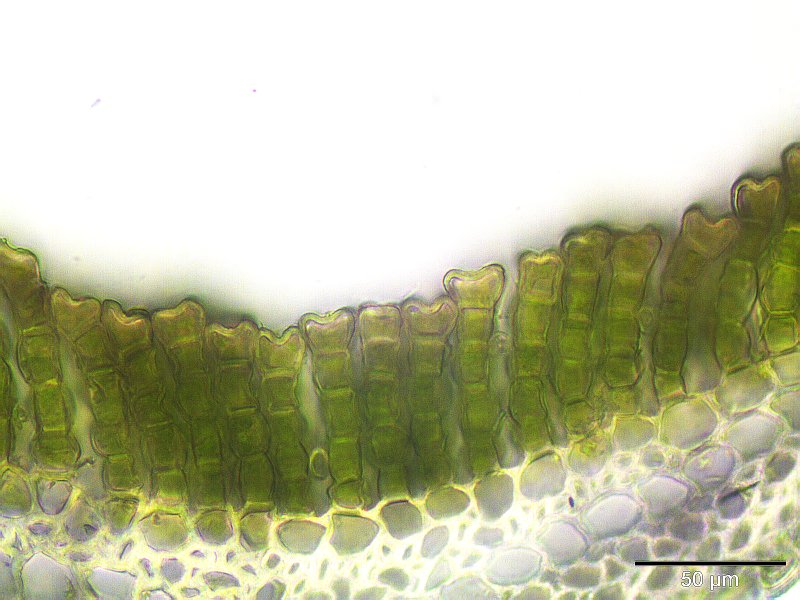
Lamellen der Blattoberseite, etwa 400-fache Vergrößerung

Beim Goldenen Frauenhaarmoos handelt es sich um ein akrokarpes (gipfelfrüchtiges) Moos, das relativ auffällige dunkelgrüne bis blaugrüne Polster bildet. Die Polster sind meist etwas weniger steif aufrecht als diejenigen des Schönen Widertonmooses. Das Moos hat mit 10 bis 40 cm recht lange, meist unverzweigte Stängel. Damit ist es das höchste europäische Moos.
Die Blätter sind spiralig um den Stängel angeordnet. Sie sind schmal lanzettlich, 8 bis 12 mm lang, feucht abstehend und trocken anliegend. Die Blätter haben eine deutliche, bis in die Blattspitze reichende Rippe mit vielen Lamellen. Im Gegensatz zum ähnlichen Schönen Widertonmoos haben die Lamellen an ihrer oberen Kante eine Furche. Der Blattrand ist bis zur Scheide scharf gezähnt.
Besonders auffällig ist die vierkantige, gelb- bis rotbraune Sporenkapsel, die im jungen Zustand von einer Haube aus relativ hellen langen Filzhärchen (Name!) umgeben ist. Die Sporenkapsel befindet sich auf einem 6 bis 12 cm langen Stiel, der jeweils am Ende eines Stängels steht.

## Nutzung
Auf Grund seiner guten Zugfestigkeit und Zähheit wurden im Mittelalter aus dem Moos sogenannte Mooszöpfe geflochten, die unter anderem als Schiffstaue Verwendung fanden.

## Vorkommen
Es handelt sich um eine nahezu kosmopolitische Art. Das Hauptvorkommen des Goldenen Frauenhaarmooses erstreckt sich bis in Höhenlagen von etwa 2000 Metern. Es besiedelt eher saure feuchte Standorte und ist öfter an nassen Stellen in Nadelwäldern oder in bewaldeten Mooren anzutreffen.

## Analogiezauber
Das Goldene Frauenhaarmoos wurde im Kleinen Destillierbuch des Hieronymus Brunschwig „Güldin wyder don“ oder „Güldin wyder tod“ genannt. „Abtun“, „Widertun“, „Niederlegen“ und „Abhelfen“ waren Begriffe des Analogiezaubers der Volksmedizin. Für diese Praktiken wurden ausgewählte Pflanzen benutzt. Neben dem Goldenen Frauenhaarmoos waren dies der Braunstielige Streifenfarn, die Mauerraute und – nach Hieronymus Bock (1539, I / 181) – auch einheimische Sonnentau-Arten.

„Die weiber reden also von disen kreüttern / Maurrautt sol niderlegen vnnd abhelffen / dargegen sol das braun hörlin mit den Lynsen bletlin widerbringen vnnd auff helffen / solches thůt auch das Jungfraw hor [Goldenes Frauenhaarmoos und Sonnentau-Arten].“

Die Alchemisten verwendeten zur Darstellung der Materia prima u. a. das Goldene Frauenhaarmoos, Sonnentau-Arten und Schöllkraut. Auswahlkriterium war die gold-gelbe Farbe dieser Pflanzenarten.